# Văcărești (Dâmbovița)
Pour les articles homonymes, voir Văcărești.
Văcărești est une commune du județ de Dâmbovița en Roumanie.